# Unité urbaine de Ham
L'unité urbaine de Ham est une unité urbaine française centrée sur la commune de Ham, dans le sud-est du département de la Somme, en région Hauts-de-France.

## Données générales
Dans le zonage réalisé par l'Insee en 1999, l'unité urbaine était composée de trois communes.
Dans le zonage réalisé en 2010, l'unité urbaine était composée des trois mêmes communes, ainsi que dans celui réalisé en 2020.
En 2022, avec 6 917 habitants, elle représente la 7e unité urbaine du département de la Somme.
En 2020, sa densité de population s'élève à 338 hab/km2. Par sa superficie, elle ne représente que 0,34 % du territoire départemental mais, par sa population, elle regroupe 1,25 % de la population du département de la Somme.

## Composition 2020 de l'unité urbaine
Elle est composée des trois communes suivantes :
| Nom                | Code Insee | Département | Statut       | Superficie (km2) | Population (dernière pop. légale) | Densité (hab./km2) | Modifier                                    |
| ------------------ | ---------- | ----------- | ------------ | ---------------- | --------------------------------- | ------------------ | ------------------------------------------- |
| Ham (ville-centre) | 80410      | Somme       | ville-centre | 9,50             | 4 408 (2022)                      | 464                | modifier les données · modifier les données |
| Eppeville          | 80274      | Somme       | banlieue     | 4,95             | 1 719 (2022)                      | 347                | modifier les données · modifier les données |
| Muille-Villette    | 80579      | Somme       | banlieue     | 6,53             | 790 (2022)                        | 121                | modifier les données · modifier les données |

## Évolution démographique
| 1968  | 1975  | 1982  | 1990  | 1999  | 2008  | 2013  | 2020  |
| ----- | ----- | ----- | ----- | ----- | ----- | ----- | ----- |
| 8 792 | 9 129 | 9 034 | 8 404 | 8 198 | 7 924 | 7 463 | 7 107 |

#### Données générales
- Unité urbaine
- Aire d'attraction d'une ville
- Aire urbaine (France)
- Liste des unités urbaines de France

#### Données démographiques en rapport avec l'unité urbaine de Ham
- Aire d'attraction de Ham
- Arrondissement de Péronne

#### Données démographiques en rapport avec la Somme
- Démographie de la Somme